# تفاعل جوليا
تفاعل جوليا (بالإنجليزية: Julia olefination)‏ هو تفاعل فيالكيمياء العضوية يكونألكين. يتفاعل سلفون الفينيل (1) مع الدهيد (أو كيتون)، ليعطي المركب الوسيط (2) والذي بدوره يتحول للألكين (3) بعد إضافة الكحول والحذف الاختزالي باستخدام ملغمة الصوديوم آو ايوديد السماريوم الثنائي.
مكتشف التفاعل هو العالم الفرنسي مارك جوليا
كل الخطوات السابقة يتم عملها في وعاء واحد كما أن استخدام الهاليد الثلاثي اختياري. تصفية الوسيط (2) يرع نقاوة المركب الناتج ويزيد من المحصول.

## ميكيانيكية التفاعل
في الخطوة الأولي تنتزع القاعدة القوية بروتون من الكربوم المجاور للكبريت في السلفون (1)، الأنيون الناتج يتفاعل مع الألدهيد ليكون الألكوكسيل (3). الأكسوكسيل يتفاعل مع الهاليد الثلاثي لينتج المادة الوسيطة (4). ميكانيكية اختزال ملغمة الصوديوم غير معروفة تماماً، لكن تم إثبات أنها تمر عبر جذر حر (5). يتفاعل هذا الجذر مع المذيب ليلتقط ذرة هيدروجين ويكون المركب النهائي (6).
الكيمياء الفراغية للألكين الناتج لا تعتمد على السلفون الابتدائي لأن الترتيب الفراغي يختفي عند تكون الجذر الحر. الجذر الحر يك،ن في حالة اتزان بين سيس وترانس وفي العادة يفضل ترانس حيث أنه أقل طاقة من الناحية الثيرموديناميكية.

## التطبيقات الصناعية
تفاعلات جوليا فعالة من حيث يسهل التحكم بها لتكوين مركبات طبيعية معقدة بتراكيب فراغية محددة.